# Nimbus (azienda)

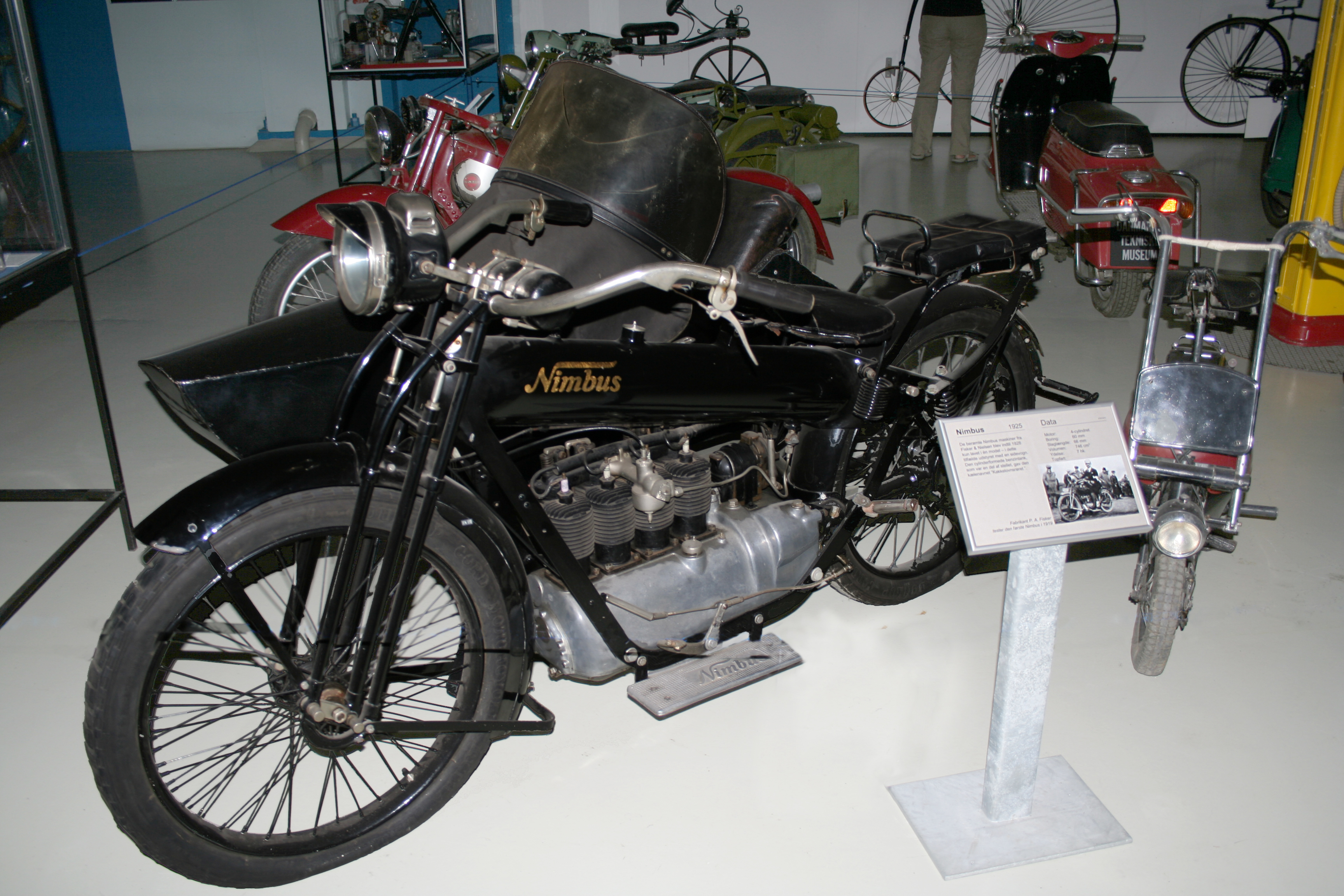
Una Stovepipe Nimbus con sidecar

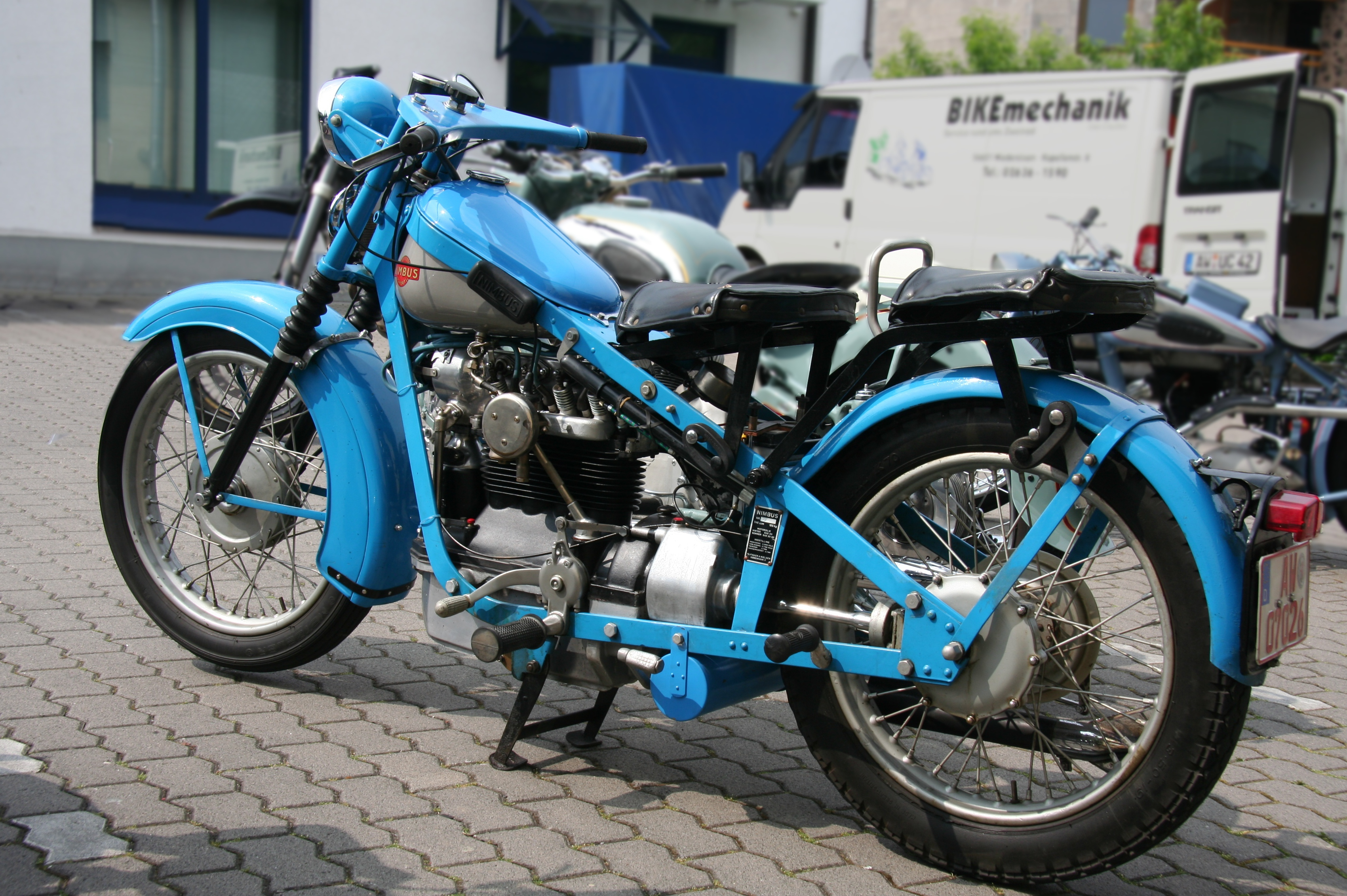
Una Nimbus "Sport", modello 1950

La Nimbus fu una motocicletta danese prodotta, in due periodi distinti, tra il 1919 e il 1960 dalla ditta Fisker e Nielsen di Copenaghen. La stessa azienda produceva anche aspirapolveri con il marchio Nilfisk (oggi Nilfisk- Advance). Furono prodotti due modelli di base tutte equipaggiate con un motore a quattro cilindri da 750 cc.

## Storia
In collaborazione con H.M. Nielsen, Peder Andersen Fisker incominciò la produzione di motori elettrici e, intorno al 1910, costruì il primo aspirapolvere in Europa.

### Kakkelovnsrør, Tipo A/B
Oltre all'aspirapolvere, Fisker volle sviluppare una moto di suo disegno, così alla fine del 1918 decise di costruire un prototipo di sua progettazione.
Il modello, chiamato "Kakkelovnsrør" oppure "Stovepipe" in lingua inglese (tubo da stufa), aveva un motore quattro cilindri in linea di 746 cc con trasmissione finale ad albero invece della catena di solito usata all'epoca, e una potenza di circa 10 CV.
La sua velocità massima era di circa 85 km/h con montato un sidecar.
Aveva la sospensione sulle ruote sia anteriore che posteriore.
Il soprannome di Kakkelovnsrør derivava dello spesso tubo tondo tra la sella e il manubrio, che oltre a costituire parte del telaio della moto conteneva il serbatoio della benzina.
Altri due esemplari furono costruiti nel 1919, ma la produzione di massa iniziò solo nel 1920 quando la "Fisker & Nielsen" divenne una società a responsabilità limitata.
Deluso dalle scarse vendite, Fisker cominciò ad iscrivere la sua moto a tutte le competizioni motociclistice che poteva, spesso con attaccato un sidecar, e in tal modo guadagnò una buona reputazione per la macchina.
Tuttavia, l'introduzione di una tassa sulle vendite di moto nel 1924 e la recessione economica portò alla fine della produzione nel 1928, dopo che erano state prodotte 1.252 macchine.
| Anno di costruzione | modello | Dal n° | Al n° |
| ------------------- | ------- | ------ | ----- |
| 1919/20             | A       | 1      | 10    |
| 1921                | A       | 11     | 60    |
| 1922                | A       | 61     | 220   |
| 1923                | B       | 221    | 500   |
| 1924                | B       | 501    | 700   |
| 1925                | B       | 701    | 890   |
| 1926                | B       | 891    | 1030  |
| 1927                | B       | 1031   | 1200  |
| 1928                | B       | 1201   | 1252  |

### Tipo C
Con suo figlio Anders, nel 1932, Fisker iniziò la progettazione di una nuova moto e nel 1934 presentò una nuova motocicletta Nimbus, la tipo C.
Fu mantenuta la trasmissione finale a cardano e il motore, completamente riprogettato e fornito di valvole in testa, erogava 18 Cv (in seguito 22).
La sospensione anteriore era a forcella telescopica, innovazione che era stata introdotta un anno prima dalla BMW R12 che però aveva lo smorzamento idraulico, mentre la Nimbus introdusse lo smorzamento idraulico solo nel 1939; la tipo C poi aveva il telaio posteriore rigido, senza sospensione.
Il ronzio del suo scarico era inconfondibile tanto da guadagnarsi il soprannome di Humlebien ("Il Calabrone").
Il primo cliente ricevette la sua Type C nell'estate del 1934 e l'Humlebien divenne ben presto la moto più venduta in Danimarca grazie anche ad una efficiente rete di vendita.
Le Poste danesi, l'Esercito e la Polizia divennero importanti clienti della Nimbus.
Nel 1939, mentre si profilava la seconda guerra mondiale, il governo danese spese 50 milioni di DKK per motorizzare l'esercito acquistando molti esemplari tipo Cs.
Durante l'occupazione da parte delle forze tedesche, tra il 1940 e il 1945, divenne difficile per la Fisker & Nielsen ottenere i materiali necessari per la produzione di moto e solo circa 600 macchine furono prodotte in questo periodo.
Subito dopo la seconda guerra mondiale fu costruito e testato un motore molto migliorato a valvole in testa.
Vedendo, però, che la fabbrica non aveva difficoltà a vendere ogni moto costruita, si decise di non fare grandi investimenti in nuove attrezzature.
I miglioramenti furono riservati ai modelli esistenti, di solito come aggiornamenti di vecchi modelli.
Nel primo dopoguerra l'esercito danese acquistò circa il 20 % della produzione totale di moto Fisker & Nielsen, mentre il servizio postale comprò parecchi esemplari, in uso fino alla fine del 1972.
Anche la polizia danese fu un importante cliente, ma gradualmente ritirò le Nimbus tra la fine degli anni '50 e primi anni ‘60, quando divennero troppo lente per tenere il passo con le moderne automobili e i nuovi motocicli poiché la velocità massima della moto era di soli 120 km/h.
Poche moto Nimbus furono esportate.
Nel 1950 furono costruiti alcuni ulteriori prototipi, come un quattro cilindri con valvole rotative, oltre che un modello a due cilindri con sospensione posteriore, nessuno dei quali raggiunse produzione.
Innumerevoli dettagli del "Calabrone" furono modificati nel corso della sua vita, fra cui i principali furono il comando del cambio passato dal tipo a manopola a quello a pedale, i freni più grandi e una migliore forcella anteriore.
Eppure, il progetto di base non fu mai aggiornato e, poiché l'interesse per il modello diminuì alla fine del 1950, anche in conseguenza della disponibilità di vetture a basso costo, tra cui il Maggiolino Volkswagen, la produzione cessò definitivamente nel 1960, dopo che l'ultima commessa da parte dell'esercito fu consegnata.
Nella tabella di seguito sono elencati il numero di matricola degli esemplari costruiti e l'anno di produzione (i numeri fino al 1301 sono relativi al modello prodotto dal 1919 al 1928).

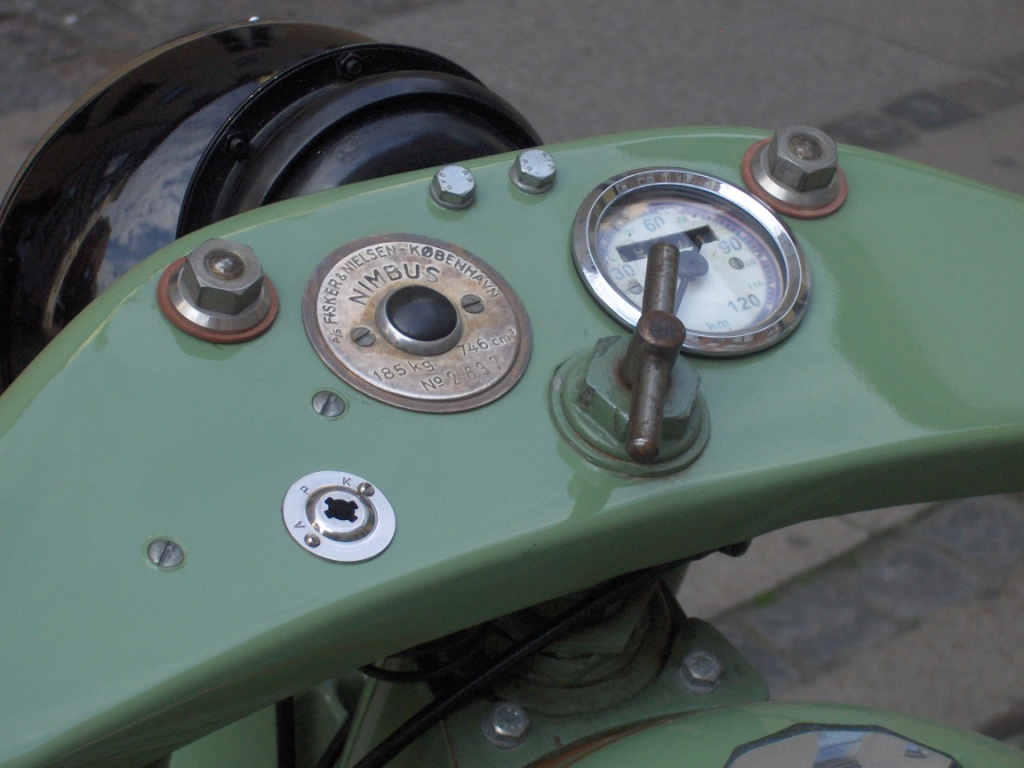
la strumentazione di una moto Nimbus del 1937 in cui si può leggere il numero di serie: 2637

| Dal n° | al n° | Anno di costruzione |
| ------ | ----- | ------------------- |
| 1301   | 1500  | 1934                |
| 1501   | 1900  | 1935                |
| 1901   | 2600  | 1936                |
| 2601   | 3400  | 1937                |
| 3401   | 4300  | 1938                |
| 4301   | 5300  | 1939                |
| 5301   | 6000  | 1940–1944           |
| 6001   | 6400  | 1945                |
| 6401   | 7000  | 1946                |
| 7001   | 7500  | 1947                |
| 7501   | 8000  | 1948                |
| 8001   | 8800  | 1949                |
| 8801   | 9600  | 1950                |
| 9601   | 10350 | 1951                |
| 10351  | 11250 | 1952                |
| 11251  | 12100 | 1953                |
| 12001  | 12750 | 1954                |
| 12751  | 13500 | 1955                |
| 13501  | 13750 | 1956                |
| 13751  | 13850 | 1957                |
| 13851  | 13950 | 1958                |
| 13951  | 14000 | 1959                |
| 14001  | 14015 | 1960                |

## Esemplari superstiti
Delle circa 12.000 Nimbus prodotte, oggi più di 4.000 sono ancora registrate e in circolazione nella sola Danimarca e probabilmente alcune centinaia sono utilizzate al di fuori della Danimarca, soprattutto in Svezia, Germania e negli Stati Uniti.
Si stima che altre 4.000 siano ancora esistenti, sia in musei o comunque come esemplari non in circolazione.
Ancora oggi la maggior parte dei pezzi di ricambio sono facilmente disponibili e relativamente poco costosi.
Grazie alla intrinseca affidabilità del progetto, l'utilizzo quotidiano di una Nimbus è ancora considerato facile ed economico.
Tuttavia (e con alcune notevoli eccezioni), oggi la maggior parte dei proprietari di Nimbus raramente le guida più di qualche migliaio di chilometri l'anno.
Inoltre, poiché le Nimbus spesso uscivano dalla fabbrica con un sidecar, molte di quelle oggi su strada sono state dotate di tale complemento.